# بخش بیرچ کولی، شهرستان رنویل، مینه سوتا
بخش بیرچ کولی (به انگلیسی: Birch Cooley Township) یک منطقهٔ مسکونی در ایالات متحده آمریکا است که در شهرستان رنویل، مینه‌سوتا واقع شده‌است. بخش بیرچ کولی ۱۰۷٫۴ کیلومتر مربع مساحت و ۲۵۷ نفر جمعیت دارد و ۳۱۴ متر بالاتر از سطح دریا واقع شده‌است.

## جغرافیا
براساس آمار اداره سرشماری ایالات متحده آمریکا، مساحت این بخش ۴۱٫۵ مایل مربع (۱۰۷ کیلومتر مربع) است که ۴۱٫۵ مایل مربع (۱۰۷ کیلومتر مربع) زمین و ۰٫۰۲ درصد آن از آب تشکیل شده‌است.